# 九八式軽戦車
九八式軽戦車 ケニ（きゅうはちしきけいせんしゃ ケニ）は九五式軽戦車の後継車輛である軽戦車。九五式軽戦車の後継として1938年から設計が開発されたが、実際の試作車の完成は1939年9月にずれ込んだ。
試作車の開発は二社に発注され、東京自動車工業（後の日野自動車）製のケニAと三菱重工業製のケニBが存在した。審査の結果、ケニAの方が九八式軽戦車として採用された。

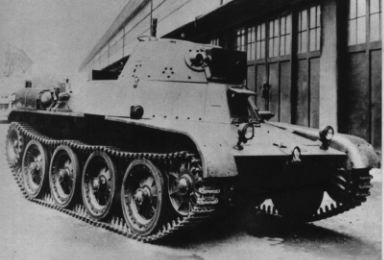
独立懸架装置・大型転輪・後輪駆動・車体前端が角ばっていた三菱重工の試作車の「ケニB」

## 概要
車体全高が低く抑えられ、また装甲板の接合に溶接を取り入れたことで、リベット接合の場合、貫通するより先に砲弾の圧でリベットが外れ車内に飛び散ってしまう事が抑えられたほか、最大装甲厚が九五式軽戦車の12 mmから16 mmへと強化されているにもかかわらず、重量も軽減された上に速度も向上した。被弾経始も考慮され、円錐台形の砲塔を採用し、車体上部が斜めの装甲板で構成されている。重量軽減と被弾面積の減少のために、車体上部正面装甲の面積が絞られている。砲塔の下の、この戦闘室を形成する上部構造物は、取り外し可能となっており、そのための懸吊環が付いている（九八式・二式とも）。
開発時には、後輪駆動の採用、油圧操縦による丸ハンドル式の操向装置を備え、独立懸架（これはソ連のBTのクリスティー式サスペンションを参考にした可能性がある）による大型転輪を片側に4個有し、最高速度55 km/hを発揮するケニB(性能表参照)も試作されたが、量産型では従来通りのシーソー式連動懸架と前輪駆動を採用した。また従来では外部に露出していたサスペンション機構は車体内部に納められ、被弾にも強くなっている（ただし、車内容積が狭くなる、製造や整備がやりにくくなる、という欠点もある。そのため、後の五式軽戦車ケホでは、再び外部に露出している）。
本車で特筆すべき点は、日本の軽戦車で初となる、2人用砲塔と同軸機銃を採用したことである。ワンマン（1人用）砲塔の欠点はかねてより運用側から指摘されてきたことであり（試製中戦車 チニを参照）、この意義は大きい。車長は砲手を兼任するワンオペから解放され、戦闘力と周辺監視（偵察）能力が格段に向上した。ただし、砲塔上面には、前開き式の一枚板のハッチがあるだけで、車長展望塔（キューポラ）は無く、他の外部視察装置（ペリスコープ）も見当たらない。砲塔側面には横長の覘視孔があった。ケニAでは砲塔前面（防盾の外側）左側に、スライド蓋付きの丸い視察窓があり、ケニBは反対側の砲塔前面（防盾の外側）右側にスライド蓋付きの丸い視察窓があった。
主砲には一〇〇式37 mm戦車砲を採用し、九五式軽戦車の九四式37 mm戦車砲に比べて攻撃力が改善されている。車載機銃は車体前方機銃と砲塔後部の砲塔銃を廃止し、砲塔前面に主砲同軸に配置されている。このため、これまでの砲塔後部の砲塔銃と較べて、前方に旋回指向させる必要が無くなった分、前方の敵歩兵への即応性が大幅に向上した（それまで、前方の敵への即応性は、車体前方機銃で担っていた）。しかし、車体に対し主砲の開発は遅れ、一〇〇式37 mm戦車砲が制式化されたのは1941年（昭和16年）のことである。
主砲の左側に、九七式車載重機関銃1挺を、主砲と対（双連）になるように装備していた。主砲の砲手と機銃手は1名が兼任する。横に並んだ砲と重機関銃の間に旋回軸があり、照準は肩当てで素早く行えた。
エンジンは、統制一〇〇型空冷直列6気筒ディーゼルに変更され、横向きに配置され、車体の小型軽量化に寄与している。消音器（マフラー）は、機関室の右側面後方のフェンダー上に1つ配置されていた。本車の燃料タンク(燃料槽)の搭載容積は128 Lであった。
九八式軽戦車は九五式軽戦車より多くの面で改良されたものの、決定的な性能差にはつながらなかった。このことから日本陸軍では既に生産が軌道に乗っており、信頼性も十分であった九五式軽戦車の生産を優先して行った。そのため九五式軽戦車の生産数2,378輛にたいし、九八式軽戦車の生産数は113輛にとどまっている。
本車の改良型に二式軽戦車ケトがある。

## バリエーション
- 試製対空戦車 タセ:九八式軽戦車の車台に、単装の九八式二十粍高射機関砲を砲塔形式で搭載した対空戦車。
- 試製対空戦車 ソキ:九八式軽戦車の車台に、連装（双連）の二式二十粍高射機関砲（ソキ砲）をオープントップ形式で搭載した対空戦車。
- 試製47 mm戦車砲搭載型:戦車学校の要望により、九八式軽戦車の主砲を試製47 mm戦車砲(後の一式47 mm戦車砲)に換装した試作車両。換装の際には専用の小型砲塔を用いたという。1940年(昭和15年)末～1941年(昭和16年)初頭に完成した[4]。しかし、小型砲塔では砲の操作が難しかったため採用されなかった。
- 九八式軽戦車改:九八式軽戦車の車台にチハの新砲塔を一式47 mm戦車砲付きでまるごと搭載した計画車輌。

## 登場作品
『World of Tanks』
Type 98 Ke-Niとして開発可能。
『World of Tanks Blitz』
Type 98 Ke-Niとして開発可能。ケニBもKe-Ni Bとして販売されていたが、通常開発可能なKe-Niと比較して性能が優越しすぎていた為、バランスブレイカーであるとしてわずか2日で販売中止となった。
なお、両車とも主砲の37 mm砲は何故か自動装填砲として扱われている。
『War Thunder』
日本軍軽戦車ツリーとして登場。